# Patrick De Pooter
Patrick De Pooter (1964) is een Belgisch docent en specialist kerkelijk recht.

## Levensloop
Patrick De Pooter is licentiaat in de rechten, licentiaat in het notariaat en licentiaat in het kerkelijk recht van de Katholieke Universiteit Leuven. Hij was preses van de studentenvereniging Canonica tijdens de academiejaren 1984-85 en 1985-86. 
Hij is doctor in het kerkelijk recht van de Pauselijke Universiteit Gregoriana in Rome.
Hij was assistent aan de faculteit rechten van de Universitaire Faculteiten Sint-Ignatius Antwerpen (nu Universiteit Antwerpen).
Hij werd secretaris-generaal van de Vereniging van hogere oversten van België en stafmedewerker van het Vormingscentrum Guislain (Broeders van Liefde).
Vervolgens werd hij coördinator van het International Institute Canon Triest en was directeur van het Hoger Instituut voor Levensbeschouwing Overheid en Samenleving (HILOS).
Hij was docent aan het Ateneo Regina Apostolorum (Rome). Thans is hij 'professore incaricato' aan de Pauselijke Lateraanse Universiteit (Rome) en docent aan het International Institute Canon Triest (Broeders van Liefde – Moerzeke). Hij was tot 2024 stafmedewerker van het Generaal Bestuur van de Congregatie van de Broeders van Liefde in Rome.

## Publicaties

### Boeken
- Church and State: liberty of religion in a pluralistic society – Textbook for the course, IICT, Ghent, 2002, 191 p., with Reading material.
- De rechtspositie van de erkende erediensten en levensbeschouwingen in Staat en maatschappij, Brussel, Larcier, 2002, 576 p.
- (samen met Louis-Leon CHRISTIANS) Belgische Codex Recht en Religies, Brussel, Bruylant, 2005, 686p.
- (samen met L.-L. CHRISTIANS) Code belge droit et religions, Bruxelles, Bruylant, 2005, 625p.
- (samen met anderen) De kerk (nog) in het midden?, Antwerpen, St. Laurentiusparochie, 2010, 148p.
- (samen met I. LODEWYCKX & A. OVERBEEKE) Levensbeschouwingen en de overheid in België. Een toelichting door vertegenwoordigers van de erkende erediensten en de vrijzinnige niet-confessionele levensbeschouwing, Berchem, Epo, 2011, 205p.
- Sana laicità. La visione della Chiesa sui rapport con la comunità politica alla luce della Dottrina Sociale della Chiesa, Città del Vaticano, Lateran University Press, 2022, 529p.
- (samen met J. LEYSEN) Administration of Ecclesiastical Goods. Vademecum for the Brothers of Charity, internal publication, October 2022, 27p.
- (samen met L.-L. CHRISTIANS) Les dispositifs publics interconvictionnels, Bruxelles, Larcier, in voorbereiding.

### Bijdragen in internationale en nationale tijdschriften
- L’université catholique: au service de l’Eglise et de la société, in: Ius Ecclesiae, 1992, 45-78.
- (samen met Marc KEULENEER) De bevoegdheid van de kerkelijke overheid ten aanzien van godsdienstleerkrachten noot onder Cass., 13 januari 1992, in: Tijdschrift voor Onderwijsrecht, 1992, 68-70.
- Over het eigendomsrecht van kerken, hun inboedel en de vervreemding ervan, in: Tijdschrift voor Bestuurswetenschappen en Publiekrecht, 1994, 594-602.
- (samen met L. WAELKENS) Le ius remonstrandi. Droit fondamental ou aberration de la doctrine canoniste?, in:  Ius Ecclesiae, 1995, 713-719.
- Les Vassaux du Christ: de Jérusalem aux confins de la terre ou le statut de l’Ordre de Malte selon le droit international public, in: Apollinaris, 1995, 221-245.
- Vers une nouvelle guerre des cimetières en droit belge?, in: Agenda Canonique, 1999, nr. 11, 5-7.
- L’habit ne fait pas le moine. Kan religieuze kledij wederrechtelijk gedragen worden?, in: Vinculum, september 1999, nr. 4, 64-79.
- Kerkasiel. Mogelijkheden en beperkingen binnen de context van de Belgische Kerk-Staatverhouding, in: Met Zorg, september 1999, nr. 3, 29-34.
- Juridische aspecten van het funerair erfgoed: beperkingen en mogelijkheden, in: Tijdschrift voor Bestuursrecht en Publiekrecht, 2000, 195-209.
- Secret professionnel et secret de la confession, in: Journal des Tribunaux, 2002, 201-206.
- Religieuze gemeenschappen: louter economische entiteiten of mag het iets meer zijn? Reflecties bij het arrest van het Arbitragehof van 7 juli 2004, in: Vinculum, oktober 2004, 47-57.
- Les communautés religieuses: simples entités économiques ou davantage? A propos d’un arrêt de la Cour constitutionnelle de Belgique – Cour d’arbitrage 7 juillet 2004”, nr. 123/2004, in: Agenda Canonique, 2004, nr. 31, 6-8.
- “La mission canonique” et le “mandatum” au sein des universités ecclésiastiques et catholiques. Un jeu de mots ou une distinction plus fondamentale?, in: Ius Ecclesiae, 2004, 595-618.
- (samen met F. JUDO) De grenzen van de godsdienstvrijheid en het ouderlijk gezag verkend” (noot onder Gent, 13 februari 2003), in: Rechtskundig Weekblad, 2003-2004, 1734-1736.
- Inburgeringsbeleid van bedienaren van erediensten. Een “verlicht” idee of een gallicaanse oprisping?, in: Nieuw Juridisch Tijdschrift, 2005, 690-695.
- « Geef aan de keizer wat de keizer toekomt, en aan God wat God toekomt ». De verhouding Kerk-staat als element van de sociale leer van de Kerk, in: Communio, 2005, 425-442.
- Quel avenir pour les lieux de culte en Belgique?, in: Le financement des cultes et de la laïcité: comparaison internationale et perspectives (Actes du colloque organisé le 8 octobre 2004 à Namur), Charleroi, Oracle, 2005, 169-178.
- (samen met J.-P. SCHOUPPE) Hoe kan erosie van het Belgisch kerkelijk patrimonium worden tegengegaan? Een canoniekrechtelijke analyse, in: Recht, Religie en Samenleving, 2008, 85-110.
- “Een “sana laicità”. De visie van de Kerk op de  relatie met de politieke gemeenschap in het licht van de sociale leer, in: Communio, 2009, 389-400.
- (samen met L.-L. CHRISTIANS, & S. MINETTE) Chronique de jurisprudence de la Cour européenne des droits de l’homme, in: Annuaire Droit et Religions, 2009-2010, 511-528.
- (samen metL.-L. CHRISTIANS & G. TILKIN) Islam et parcelles confessionnelles dans les cimetières en Belgique, in: Revue de droit communal, 2011,  3-53.
- « Laïcité à la belge » : recente ontwikkelingen in de verhouding Kerk-Staat, in: Emmaüs, januari-maart 2017, 20-31;
- De quelques modifications récentes dans le droit de la vie consacrée, in: Vies Consacrées, 2022, 3 – 06, 57-72.